# Vũ Thị Thúy
Vũ Thị Thúy (sinh ngày 08 tháng 08 năm 1994) là một cựu nữ cầu thủ người Việt Nam thi đấu ở vị trí tiền vệ. Cô từng thi đấu cho Câu lạc bộ bóng đá nữ Phong Phú Hà Nam cũng như đội tuyển bóng đá nữ quốc gia.

## Thành tích

### CLB Phong Phú Hà Nam
- Vô địch giải Vô Địch Quốc Gia: 2018
- Vô địch giải Đại hội toàn quốc: 2014
- Á quân giải Vô Địch Quốc Gia: 2011, 2014, 2017
- Á quân giải Đại hội toàn quốc: 2018
- Hạng ba giải Vô Địch Quốc Gia: 2013, 2015, 2016
- Hạng ba giải Đại hội toàn quốc: 2010

### U19 Phong Phú Hà Nam
- Vô địch giải U19 quốc gia: 2010, 2011
- Á quân giải U19 quốc gia: 2012
- Hạng ba giải U19 quốc gia: 2013

### Đội Tuyển Quốc Gia
- Huy Chương Đồng: Đội Tuyển U16 Việt Nam
- Đội Tuyển nữ Việt Nam
- Vô địch Đông Nam Á: 2019
- Á quân Đông Nam Á: 2016
- HCV: SEA Games 2017
- Đội Tuyển Futsal nữ Việt Nam: Huy Chương Bạc SEA Games 2013